# Eduard Trippel
Eduard Trippel (Rüsselsheim am Main, 26 marzo 1997) è un judoka tedesco, vicecampione olimpico a Tokyo 2020 nella categoria fino a 90 chilogrammi.

## Biografia
La sua squadra di club è il Judo-Club Rüsselsheim. È allenato da Andreas Esper.
Ha partecipato ai mondiali di Baku 2018 e Tokio 2019, senza riuscire a salire sul podio.
Ha rappresentato la Germania ai Giochi olimpici estivi di Tokyo 2020, dove ha vinto la medaglia d'argento nel torneo dei -90 chilogrammi, perdendo in finale con il georgiano Lasha Bekauri, e la medaglia di bronzo nella competizione a squadre.

## Palmarès
- Giochi olimpici

Tokyo 2020: argento nei -90 kg, bronzo nella gara a squadre
- Mondiali

Tashkent 2022: bronzo nella gara a squadre.
Budapest 2025: bronzo nella gara a squadre.
- Giochi europei

Cracovia 2023: argento nella gara a squadre.